# 스페이스 택시
《우주 택시》(Space Taxi)는 1984년 뮤즈 소프트웨어에서 코모도어 64 전용으로 개발한 게임이다.